# Sara Jean Underwood
Sara Jean Underwood (* 26. března 1984 Portland) je americká herečka a modelka.
Pracovala v obchodě se stavebními potřebami a jako servírka v restauraci Hooters, studovala na Oregonské státní univerzitě a Portlandské státní univerzitě. V roce 2005 začala pózovat pro časopis Playboy, stala se playmate měsíce července 2006 a playmate roku 2007, jako cenu obdržela automobil Mini Cooper.
Vystoupila v televizní show Howarda Sterna, kde promluvila o tom, že podstoupila operativní zvětšení prsů. Také účinkovala v reality show The Girls Next Door, Kendra a Ridiculousness a spolumoderovala zábavný pořad Attack of the Show! na stanici G4. Po několika epizodních filmových rolích hrála hlavní ženskou postavu v horroru Deadly Weekend. Natočila také instruktážní video pro internetovou aplikaci Ruby on Rails. Je cvičitelkou jógy, zúčastnila se také profesionálního turnaje World Series of Poker.

## Filmografie
- 2007 — Velkej biják
- 2008 — Domácí mazlíček
- 2009 — Miss Březen
- 2009 — The Telling
- 2009 — Two Million Stupid Women
- 2013 — Deadly Weekend